# Cliffortia discolor
Cliffortia discolor är en rosväxtart som beskrevs av August Henning Weimarck. Cliffortia discolor ingår i släktet Cliffortia och familjen rosväxter. Inga underarter finns listade i Catalogue of Life.